# Шёпфиевые
Шёпфиевые (лат. Schoepfiaceae) — семейство двудольных растений. Система классификации APG III (2009) включает семейство в порядок Санталоцветные (Santalales) Ранее это семейство было признано лишь системой классификации Тахтаджяна и также входило в порядок Санталоцветные. Оно включает, по разным данным, от 1 до 3 родов и не менее 50 видов. Исследованияпоказали, что южноамериканские роды Arjona и Quinchamalium, ранее входившие в семейство Санталоцветные, являются частью семейства Шёпфиевые.

## Роды
- Arjona (5[4] или 6 видов[5]) — запад и юг Южной Америки[4][5]
- Schoepfia 30 видов[6]
- Quinchamalium 13 видов

## Филогенез
|  | Misodendraceae                                                 |
|  |                                                                |
|  | \| \| Schoepfiaceae \| \| \| \| \| \| Loranthaceae \| \| \| \| |
|  |                                                                |
|  | Schoepfiaceae                                                  |
|  |                                                                |
|  | Loranthaceae                                                   |
|  |                                                                |

|  | Schoepfiaceae |
|  |               |
|  | Loranthaceae  |
|  |               |